# England
England (på engelsk udtalt /ˈɪŋglənd/) (oldengelsk: Englaland, middelengelsk: Engelond) er det største og mest folkerige af de fire konstituerende lande i Storbritannien. Landets indbyggere udgør mere end 84% af den samlede befolkning i Storbritannien, og Englands fastland udgør det meste af de sydlige to tredjedele af øen Storbritannien og deler landegrænser med Skotland i nord og Wales i vest. Englands kyster grænser til Nordsøen, Det Irske Hav, Det Keltiske Hav, Bristolkanalen og Den Engelske Kanal.

## Historie

### Oldtiden
I bronzealderen var landet en vigtig eksportør af tin.
Fra år 43 til ca. 400 var størstedelen af England den romerske provins Britannien

### Middelalderen
Kongeriget England var en stat i Vesteuropa på den sydlige del af øen Storbritannien. Hovedstaden i kongeriget var Winchester i Hampshire til den normanniske erobring i 1066. Vilhelm 1. af England (1066–1087) valgte London som ny hovedstad. London tjente som hovedstad for kongeriget til dets "fusionering" i 1707 og er fortsat de facto hovedstad i England. Byen har også tjent som hovedstad i både Kongeriget Storbritannien (1707–1801) og Det Forenede Kongerige Storbritannien og Irland (1801–1922). I dag er den hovedstad i Det forenede Kongerige ("United Kingdom").
Kongeriget England kan spore sin oprindelse til heptarkiet, der var syv små kongeriger: Øst Anglia, Essex, Kent, Mercia, Northumbria, Sussex og Wessex.
Kongerne af Wessex begyndte at dominere de andre kongeriger i løbet af det 8. århundrede. Det fortsatte op gennem det 9. århundrede.
Alfred den Store, som regerede 871 – 899, var den første konge af Wessex, som betegnede sig selv "Konge af England".
Hans søn, Edvard den Ældre som regerede 899 – 924, overgik sin fars militære bedrifter ved at udvide sit herredømme til Danelagen. Hans søster Ethelfledas død i 918 resulterede i, at han tilranede sig magten over Mercia fra sin niece Aelfwynn i 919.
I 927 faldt Northumbria, det sidste af kongerigerne fra tidlig middelalder, til Wessex-kongen Adalstein, en søn af Edvard den Ældre. Han var den første, der regerede over et samlet England (ikke den første de jure, men afgjort den første de facto).
England er forblevet en politisk enhed.
I løbet af det 10. århundrede var kongeriget genstand for nye invasioner af vikinger fra Danmark. Som svar på vikingernes røvertogter gav Æthelred 2. af England i 1002 ordre til, at alle danskere i England skulle henrettes. Det førte til, at kongen af Danmark og Norge, Svend 1. (Svend Tveskæg), rettede sin opmærksomhed og vrede mod England i resten af sin levetid.
Svend blev udråbt til konge af England i 1013 på trods af, at Æthelred 2. bar titlen som konge af England. Da Svend døde 3. februar 1014, fortsatte hans søn, Knud den Store, krigen.
Æthelred 2. døde 23. april 1016. Hans søn, Edmund 2. af England, blev snart besejret af Knud. Knud accepterede at herske over landet side om side med Edmund 2., der døde 30. november 1016 og efterlod England under dansk styre.
Det danske herredømme fortsatte til Hardeknuds død 8. juni 1042. Hardeknud var søn af Knud og Emma af Normandiet, Æthelred 2.s enke. Hardeknud havde ingen arvinger og blev fulgt af sin halvbror, Edvard Bekenderen. Kongeriget England var igen uafhængigt.
Freden varede kun til den barnløse Edvard døde 4. januar/5. januar 1066. Hans svoger blev kronet som Harold 2. af England. Hans fætter, Vilhelm 1. af England og hertug af Normandiet, gjorde øjeblikkeligt krav på tronen.
Vilhelm indledte en invasion af England og gik i land i Sussex 28. september 1066.
Harold 2. og hans hær var i York som følge af deres sejr i Slaget ved Stamford Bridge (25. september 1066) og måtte marchere tværs over England for at nå deres nye fjender. Harolds og Vilhelms hære mødtes i Slaget ved Hastings (14. oktober 1066). Harold blev dræbt af en pil, og Vilhelm vandt slaget.
Det lykkedes Vilhelm at erobre England uden yderligere modstand.
Han planlagde dog ikke at indlemme kongeriget i det normanniske hertugdømme. Som hertug ville Vilhelm være forpligtet til at aflægge troskabsed til Filip 1. af Frankrig. Som uafhængig konge af England, kunne han herske uden de franske kongers indblanding. Vilhelm blev kronet som konge af England 25. december 1066.
Kongerigets hovedstad var Winchester i Hampshire til den Normanniske invasion i 1066. Vilhelm Erobreren (1066-87) valgte London som hovedstad. London tjente som kongerigets hovedstad til kongerigets ophør i 1707 og er fortsat de facto hovedstad i Storbritannien.
Kongeriget England var en personalunion til 1204, hvor kong John af England (kendt som Johan uden land), 4. generations efterkommer af Vilhelm, mistede den kontinentale del af hertugdømmet til Filip 2. af Frankrig. Resterne af hertugdømmet forblev under John og hans efterkommeres herredømme. De er i dag kendt som Kanaløerne.
John bar stadig titlen hertug af Aquitaine og ejede stadig hertugdømmet. Det lykkedes for hans barnebarn Edvard 1. af England at besejre Llywelyn den Sidste og erobre Wales i 1282. Han skabte titlen Fyrste af Wales til sin ældste søn, Edvard 2., i 1301.
Edvard 2. var far til Edvard 3. af England, hvis krav på den franske trone resulterede i Hundredårskrigen (1337 – 1453). England tabte krigen og beholdt kun en enkelt by i Frankrig: Calais.

### Nyere tid
Kongeriget havde ikke tid til at komme sig før Rosekrigene (1455 – 1487). "Krigene" var en borgerkrig om tronen mellem huset Lancaster og huset York. De var begge efterkommere af Edvard 3. Ved freden var det en efterkommer af huset Lancaster, gift med en efterkommer af huset York, som sad på tronen.
Henrik 7. af England og hans dronningegemalinde Elizabeth af York blev grundlæggere af Tudor-dynastiet, som herskede fra 1485 to 1603.
I mellemtiden beholdt Wales det administrative system, der havde været aktivt siden før det 13. århundrede. Den anden Tudor-monark, Henrik 8. af England, ændrede dette ved Unionslovene 1536-1543. Wales var ikke længere et len, men blev annekteret af England. Den nye del af kongeriget skaffet også nye repræsentanter i det engelske parlament.
Maria 1. af England, Henrik 8.s ældste datter blev taget til fange af Francis, Hertug af Guise d.7. januar 1558. Engelsk herredømme skulle begrænses til det sydlige Storbritannien. Den nordlige del blev stadig holdt af Kongeriget Skotland under huset Stuart.
Huset Tudor endte med Elizabeth 1. af Englands død 24. marts 1603. Hendes nærmeste mandlige slægtning var James 6. af Skotland. De to kongeriger forblev samlet til 1707.

### Borgerkrigen
England har været et monarki da det blev skabt omkring 927 og til i dag bortset fra de elleve år (engelsk interregnum (1649 – 1660) efter den engelske borgerkrig.
Den henrettede konge Charles 1. af Englands styre blev afløst af en republik kendt som Commonwealth of England eller Det britiske Statssamfund (1649 – 1653). Det lykkedes for en af republikkens generaler Oliver Cromwell at udvide dens styre til Irland og Skotland.
Den sejrrige general endte med at vende sig mod republikken og oprettede et styre kendt som Protektoratet med ham selv som øverste protektor til hans død 3. september 1659. Han blev fulgt af sin søn, Richard Cromwell. Men der udviklede sig anarki, da Richard viste sig ude af stand til styre landet. Han fratrådte sin stilling og trak sig tilbage. Statssamfundet blev genoprettet, men viste sig ustabilt. Den landsforviste Charles 2. blev genindsat på tronen i 1660 under den den engelske restauration.

### Nationalmelodi
England har i modsætning til Skotland og Nordirland ikke sin egen nationalmelodi. Til daglig bruges "God Save the King" som nationalsang, men der har de sidste mange år været diskuteret at vælge mellem salmen "Jerusalem" skrevet af William Blake i 1804 og den patriotiske sang "Land of hope and glory" skrevet af sir Edward William Elgar i 1902.

### Det Forenede Kongerige
Unionsloven 1707 sluttede England og Skotland sammen til Kongeriget Storbritannien (1707 – 1801). Den sidste kvindelige regent var dronning Anne af England. De to parlamenter blev forenet til det britiske parlament, som holdt møder i Westminster i London. England var ikke længere en separat politisk enhed og havde ikke længere en engelsk regering.
Den nuværende monark over Storbritannien, Charles 3., er efterfølger af de gamle konger og dronninger af England. Titlen konge (og dronning) af England er ikke blevet brugt siden 1707 og er egentlig ukorrekt. Charles kan spore sine aner til kongerne af Wessex fra det 1. årtusinde.
Industrien blev delvist opbygget omkring landets kulfelter i 1800-tallet.
Den typiske oprindelige engelske øltype er ale, en overgæret øltype, som har rødder langt tilbage. Den findes både i lyse og mørke udgaver: pale ale og brown ale. England er kendt for sin pubkultur. Øllet er oftest serveret med et lavere kulsyreindhold end andre lande.

## Geografi og demografi
England var til langt op i middelalderen et skovdækket land, mens det nu er et af de mest skovfattige områder i Europa. Klimaet er et fugtigt havklima, østkysten er dog tørrere end vestkysten.

### Større byer
- London
- Birmingham
- Leeds
- Sheffield
- Bradford
- Liverpool
- Manchester
- Bristol

### Religioner
- Kristne 59,4 %,[4] herunder bl.a.:
  - anglikanere
  - metodister
  - romersk-katolske
  - ortodokse
- muslimer 5 %
- hinduer 1,1 %
- sikher 0,7 %
- jøder 0,5 %
- buddister 0,3 %
- andre, samt ateister 22,8 %

Tallene er retningsvisende, og varierer lidt efter kilder.